# Titularbistum Mons Faliscus
Mons Faliscus (ital.: Montefiascone) ist ein Titularbistum der römisch-katholischen Kirche.
Es geht zurück auf einen mittelalterlichen Bischofssitz in der Stadt Montefiascone, die sich in der italienischen Region Latium befindet. Das Bistum Montefiascone wurde am 7. August 1369 von Papst Urban V. eingerichtet und am 5. Dezember 1435 in Corneto e Montefiascone umbenannt. Am 14. Juni 1854 wurde es in die Bistümer Montefiascone und Tarquinia e Civitavecchia geteilt. Am 27. März 1986 wurde es mit den Bistümern Acquapendente, Bagnoregio und Viterbo e Tucania vereinigt und führte den Namen Viterbo, Acquapendente, Bagnoregio, Montefiascone, Tuscania e San Martino al Monte Cimino. Am 16. Februar 1991 wurde der Name zu Bistum Viterbo verkürzt.
| Titularbischöfe von Mons Faliscus |                       |                                     |                  |                   |
| Nr.                               | Name                  | Amt                                 | von              | bis               |
| 1                                 | Gerald Richard Barnes | Weihbischof in San Bernardino (USA) | 28. Januar 1992  | 28. Dezember 1995 |
| 2                                 | Jozef Zlatňanský      | Kurienbischof                       | 11. Juni 1997    | 11. Februar 2017  |
| 2                                 | Fabio Fabene          | Kurienerzbischof                    | 28. Februar 2017 |                   |